# Camp Rock 2: The Final Jam (trilha sonora)
Camp Rock 2: The Final Jam OST é  a trilha sonora do filme de mesmo nome, que será lançada em 10 de Agosto de 2010, nos Estados Unidos. Estreou na terceira posição da Billboard 200, vendendo 41 mil cópias em sua primeira semana. Foi certificada Ouro no Brasil, pela ABPD, por vendas acima de 45 mil cópias.

## Faixas
| N.º | Título                    | Cantada por                                                                               | Duração |  |
| 1.  | "Brand New Day"           | Demi Lovato                                                                               | 3:21    |  |
| 2.  | "Fire"                    | Matthew "Mdot" Finley                                                                     | 3:00    |  |
| 3.  | "Can't Back Down"         | Demi Lovato, Alyson Stoner, Anna Maria Perez de Tagle e Char Ligera                       | 3:15    |  |
| 4.  | "It's On"                 | Demi Lovato, Matthew Finley, Meaghan Martin, Jordan Francis, Roshon Fergan, Alyson Stoner | 4:10    |  |
| 5.  | "Wouldn't Change A Thing" | Demi Lovato e Joe Jonas                                                                   | 3:27    |  |
| 6.  | "Heart and Soul"          | Jonas Brothers                                                                            | 2:56    |  |
| 7.  | "You're My Favorite Song" | Demi Lovato, Joe Jonas                                                                    | 3:04    |  |
| 8.  | "Introducing Me"          | Nick Jonas                                                                                | 3:06    |  |
| 9.  | "Tear It Down"            | Matthew "Mdot" Finley, Meaghan Jette Martin                                               | 3:29    |  |
| 10. | "What We Came Here For"   | Demi Lovato, Joe Jonas, Nick Jonas, Alyson Stoner, Anna Maria Perez de Tagle              | 3:59    |  |
| 11. | "This Is Our Song"        | Demi Lovato, Joe Jonas, Nick Jonas, Alyson Stoner                                         | 4:27    |  |

| Faixas bônus |                        |                                             |         |  |
| N.º          | Título                 | Cantada por                                 | Duração |  |
| 12.          | "Different Summers"    | Demi Lovato                                 | 3:18    |  |
| 13.          | "Walking In My Shoes"  | Matthew "Mdot" Finley, Meaghan Jette Martin | 3:09    |  |
| 14.          | "It's Not Too Late"    | Demi Lovato                                 | 3:26    |  |
| 15.          | "Rock Hard Or Go Home" | Iron Weasel                                 | 4:26    |  |

### Edições internacionais
| Título                        | Cantor                                                                     | País                         | Língua           | Nome Original              |
| ----------------------------- | -------------------------------------------------------------------------- | ---------------------------- | ---------------- | -------------------------- |
| "Eu Não Mudaria Nada Em Você" | Jullie feat. Joe Jonas                                                     | Brasil                       | Português/Inglês | "Wouldn’t Change A Thing"  |
| "O Que Viemos Fazer"          | Moroni Cruz, Lenora Hage, Bernardo Falcone & Carol Calheiros               | Brasil                       | Português        | "What We Came Here For"    |
| "Wouldn't Change A Thing"     | Demi Lovato feat. Stanfour                                                 | Alemanha                     | Inglês           | "Wouldn't Change A Thing"  |
| "Wouldn’t Change A Thing"     | Mia Rose feat. Joe Jonas                                                   | Portugal                     | Português/Inglês | "Wouldn’t Change A Thing"  |
| "A Nossa Canção"              | André Cruz, Catarina Boto, Mariana Tavares, Márcio Costa & Solange Hilário | Portugal                     | Português        | "This Is Our Song"         |
| "N'abandonne Pas"             | Léa Castel                                                                 | França                       | Frances          | "Can't Back Down"          |
| "It's On"                     | Elenco de "My Camp Rock 2"                                                 | França                       | Inglês           | "It's On"                  |
| "Per la vita che verrà"       | Finley                                                                     | Itália                       | Italiano         | "Wouldn’t Change A Thing"  |
| "Nie zmieniajmy nic"          | Ewa Farna feat. Kuba Molęda                                                | Polónia                      | Polones          | "Wouldn’t Change A Thing"  |
| "Stejný Cíl Mám Dál"          | Ewa Farna feat. Jan Bendig                                                 | Chéquia                      | Chêco            | "Wouldn’t Change A Thing"  |
| "Wouldn't Change A Thing"     | Brigitta Némethy feat. Ádám Dando                                          | Hungria                      | Hungaro          | "Wouldn’t Change A Thing"  |
| "Nu As Schimba Nimic"         | Miruna Oprea feat. Noni                                                    | Roménia                      | Romeno           | "Wouldn’t Change A Thing"  |
| "Wouldn't Change A Thing"     | Sita Vermeulen feat. Dean                                                  | Países Baixos · Bélgica      | Inglês           | "Wouldn’t Change A Thing"  |
| "Fire"                        | Ola Svensson, Mohamed Ali & Endre Nordvik                                  | Suécia · Dinamarca · Noruega | Inglês           | "Fire"                     |
| "Tu Eres Mi Canción"          | Lucía Gil                                                                  | Espanha                      | Espanhol         | "You're My Favourite Song" |
| "Nuestra Canción"             | Melocos                                                                    | Espanha                      | Espanhol         | "This Is Our Song"         |
| "İstemem Değişmesin"          | Atiye Deniz                                                                | Turquia                      | Turco            | "Wouldn't Change a Thing"  |
| "It's On"                     | Da Mouth                                                                   | Taiwan                       | Mandarin         | "It's On"                  |
| "Fire"                        | Sharbel Karam feat. Tristan Kasparian                                      | Líbano · Armênia             | Inglês           | "Fire"                     |

## Paradas musicais
| Parada (2010)                  | Melhor posição |
| ------------------------------ | -------------- |
| Estados Unidos (Billboard 200) | 3              |
| Bélgica (Ultratop 50)          | 28             |
| Canadá (Canadian Albums Chart) | 4              |
| Espanha (Spanish Albums Chart) | 39             |
| França (French Albums Chart)   | 153            |
| México (Mexican Albums Chart)  | 18             |
| Brasil (Top 20 ABPD)           | 6              |

| País          | Certificação | Vendas  |
| ------------- | ------------ | ------- |
| Brasil - ABPD | Ouro         | 45.000+ |